# Wanderer W 22

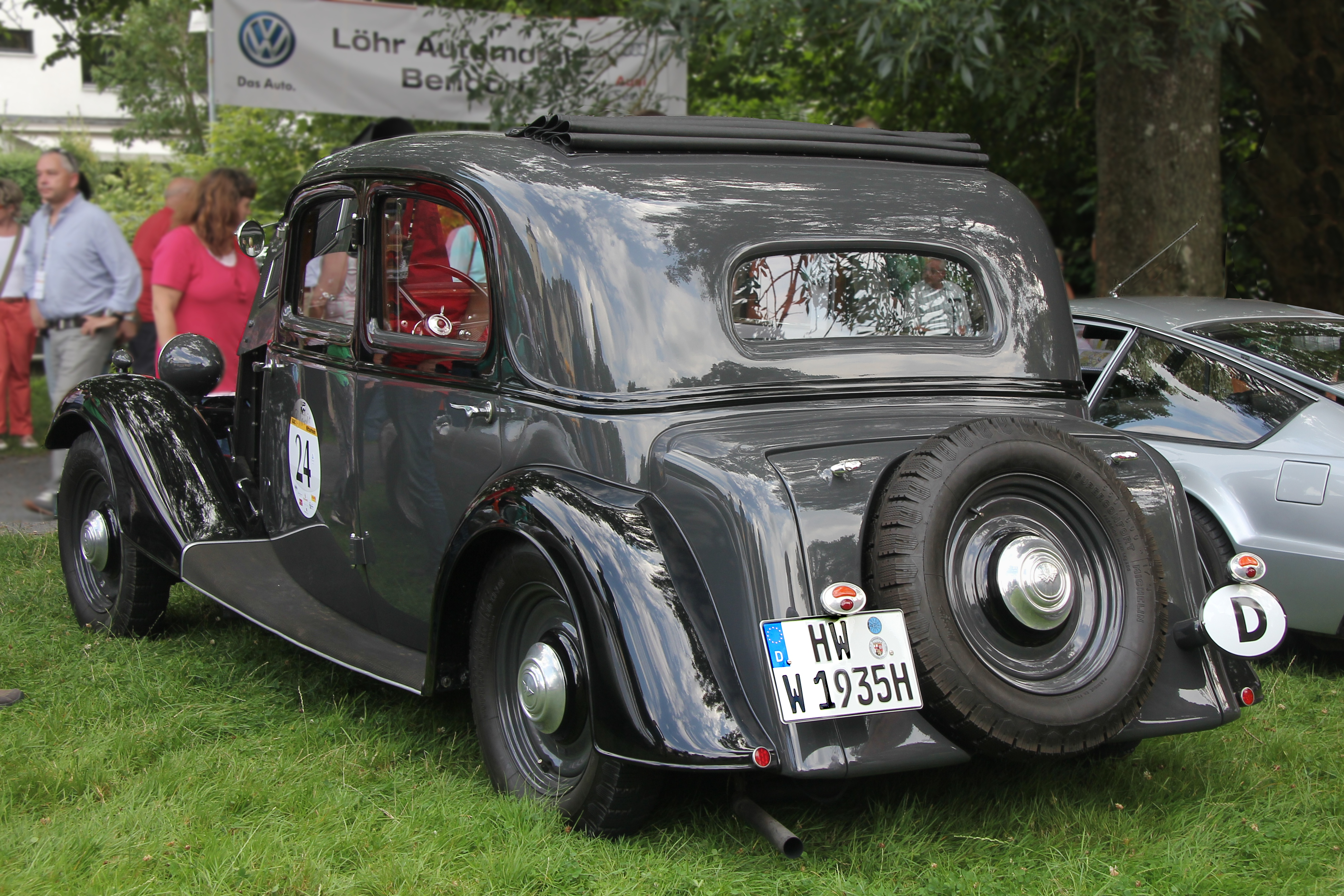
Wanderer W 240, Baujahr 1935, bei der Oldtimer-Rallye 2000 km durch Deutschland 2014

Der Wanderer W 22 ist ein Mittelklasse-Pkw der Marke Wanderer mit 2-Liter-Sechszylindermotor und Hinterradantrieb. Die Auto Union AG stellte ihn 1933 als größere Ausführung des Wanderer W 21 mit 1,7-Liter-Motor vor. Beide wurden im Konstruktionsbüro von Ferdinand Porsche in Stuttgart als Porsche Typ 7 entwickelt. Der W 22 war als viertürige Limousine und zweitüriges Cabriolet (vier Fenster) auf dem Markt. Zusätzlich gab es ab 1934 den viersitzigen Tourenwagen. Bis 1935 fertigte das Auto-Union-Werk Siegmar bei Chemnitz 5355 Fahrzeuge, darin sind 2010 Fahrgestelle enthalten, die Gläser in Dresden mit dem Cabriolet-Aufbau versah.
Der W 22 hat denselben Motor wie der Vorgänger W 20 (8/40 PS), jedoch ein auf gleichem Radstand verbessertes Niederrahmen-Fahrwerk mit vorderer Starrachse und Drehstabfederung; hinten hat er eine „Schwingachse“ (Pendelachse) mit Querfeder, die Porsche in Anlehnung an seine Konstruktionen bei Steyr entworfen hatte. Anstelle der mechanischen Seilzugbremse des W 20 trat eine hydraulisch betätigte „Öldruckbremse“ von ATE (Lizenz Lockheed).
Der von Porsche 1931 entwickelte obengesteuerte Reihenmotor mit seitlicher Nockenwelle (Stirnradantrieb) hat 2 Liter Hubraum und 40 PS Leistung. Über ein unsynchronisiertes Vierganggetriebe mit Schalthebel in der Wagenmitte werden die Hinterräder angetrieben.
1935 lautete die Bezeichnung des gleichen Wagens Wanderer W 240. Die Limousine hatte nur noch vier Fenster, das Cabriolet nur noch zwei.
Den mit vorderer Einzelradaufhängung (Doppelquerlenker mit Querfeder) versehenen, aber ansonsten baugleichen Nachfolger Wanderer W 40 stellte die Auto Union 1936 vor; 1937 entfiel der Tourenwagen.

## Technische Daten im Vergleich
| Bauzeitraum           | 1933–1934                         | 1935                              | 1936–1938                         |                                   |                                   |
| Aufbauten             | T4, L4, PL4, Cb2                  | T4, L4, Cb2                       | T4, L4, Cb2                       |                                   |                                   |
| Motor                 | 6-Zylinder-Viertaktmotor in Reihe | 6-Zylinder-Viertaktmotor in Reihe | 6-Zylinder-Viertaktmotor in Reihe | 6-Zylinder-Viertaktmotor in Reihe | 6-Zylinder-Viertaktmotor in Reihe |
| Ventilsteuerung       | obengesteuert (OHV)               | obengesteuert (OHV)               | obengesteuert (OHV)               |                                   |                                   |
| Bohrung × Hub         | 70 mm × 85 mm                     | 70 mm × 85 mm                     | 70 mm × 85 mm                     |                                   |                                   |
| Hubraum               | 1950 cm³                          | 1950 cm³                          | 1950 cm³                          |                                   |                                   |
| Nennleistung          | 40 PS (29,4 kW)                   | 40 PS (29,4 kW)                   | 40 PS (29,4 kW)                   |                                   |                                   |
| Verbrauch             | 13 l/100 km                       | 13 l/100 km                       | 13 l/100 km                       |                                   |                                   |
| Höchstgeschwindigkeit | 100 km/h                          | 100 km/h                          | 100 km/h                          |                                   |                                   |
| Leergewicht           | 1250–1310 kg                      | 1250–1310 kg                      | 1250–1310 kg                      |                                   |                                   |
| zul. Gesamtgewicht    | 1700–1760 kg                      | 1700–1760 kg                      | 1700–1760 kg                      |                                   |                                   |
| Elektrik              | 12 Volt                           | 12 Volt                           | 12 Volt                           |                                   |                                   |
| Länge                 | 4500 mm                           | 4500 mm                           | 4500 mm                           |                                   |                                   |
| Breite                | 1670 mm                           | 1670 mm                           | 1670 mm                           |                                   |                                   |
| Höhe                  | 1650 mm                           | 1650 mm                           | 1650 mm                           |                                   |                                   |
| Radstand              | 3000 mm                           | 3000 mm                           | 3000 mm                           |                                   |                                   |
| Spur vorn/hinten      | 1350 mm/1350 mm                   | 1350 mm/1350 mm                   | 1350 mm/1350 mm                   |                                   |                                   |
| Wendekreis            | 12 m                              | 12 m                              | 12 m                              |                                   |                                   |

- T4 = 4-sitziger Tourenwagen
- L4 = 4-türige Limousine
- PL4 = 4-türige Pullman-Limousine
- Cb2 = 2-türiges Cabriolet